# Meilenstein in Konin

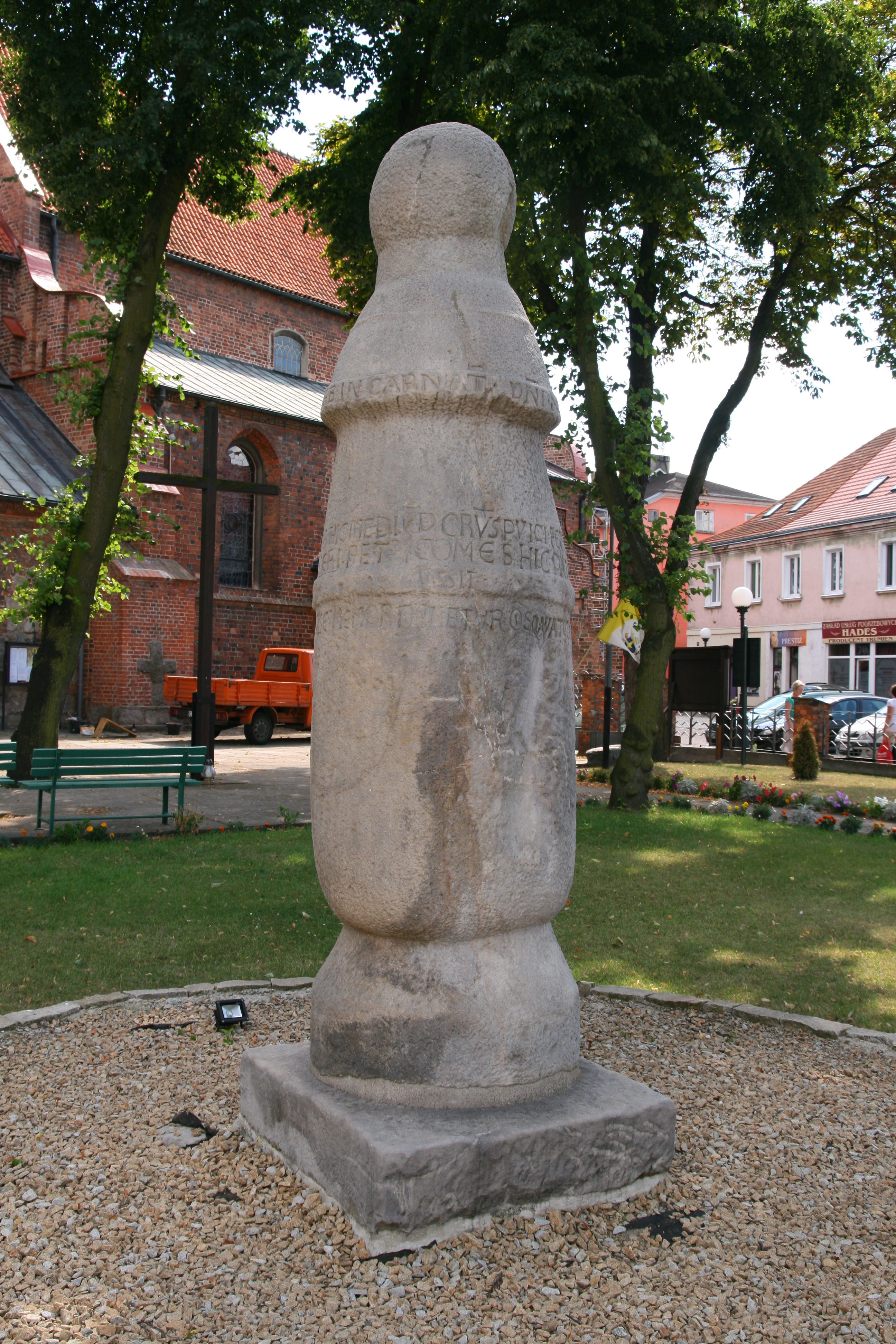
Meilenstein in Konin

Der Meilenstein in Konin ist der älteste Meilenstein Polens.
Der aus Sandstein gemeißelte Stein steht in Konin, in der Mitte des Weges zwischen Kruszwica und Kalisz, neben der gotischen St.-Bartholomäus-Kirche. Seine Höhe beträgt 252 cm. Er trägt eine lateinische Inschrift aus dem Jahr 1151. In der Inschrift wird der mutmaßliche Stifter des Bauwerkes erwähnt. Sie lautet übersetzt in etwa:

„Im Jahr 1151 der Fleischwerdung unseres Herrn

Nach Kalisz von Kruszwica hier fast der mittlere Punkt

Das zeigt die Anweisung des Wegs und der Gerechtigkeit

die der Comes Palatin Piotr zu fertigen befahl

und er halbierte auch sorgfältig diesen Weg

Zu seinem Gedenken möge jeder Reisende

ein Bittgebet an den gütigen Herrgott richten.“

Der Meilenstein wurde ursprünglich auf dem Schlossplatz (Töpferplatz) errichtet und 1828 an die heutige Stelle versetzt.